# Dorfkirche Altglietzen

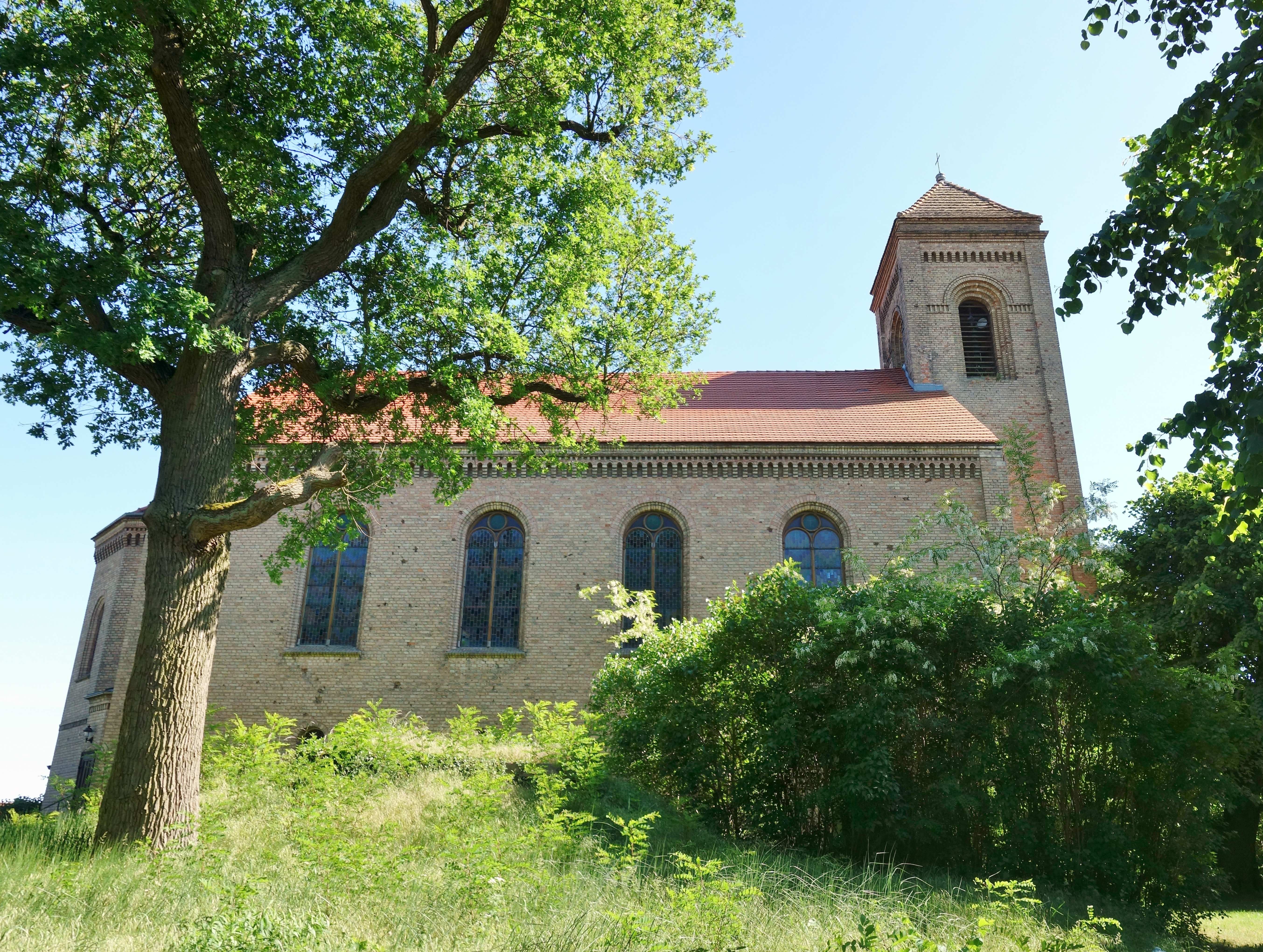
Dorfkirche Altglietzen

Die Dorfkirche Altglietzen ist ein neoromanisches Kirchengebäude in Ortsteil Altglietzen der Stadt Bad Freienwalde im Landkreis Märkisch-Oderland des Landes Brandenburg. Die Saalkirche aus gelbem Backstein wurde von 1853 bis 1855 an Stelle einer Vorgängerkirche aus dem 17. Jahrhundert errichtet. Nach erheblichen Kriegsschäden 1945 wurde die Kirche von 1950 bis 1953 restauriert. Dabei wurden die Verzierung aus der Bauzeit und die ursprüngliche Turmhaube nicht rekonstruiert.

## Kirchengemeinde
Die Kirchengemeinde Oderberg-Altglietzen gehört zum Pfarrsprengel Alte Oder im Kirchenkreis Oderland-Spree der Evangelischen Kirche Berlin-Brandenburg-schlesische Oberlausitz.